# Seminterrato della Casa Bianca

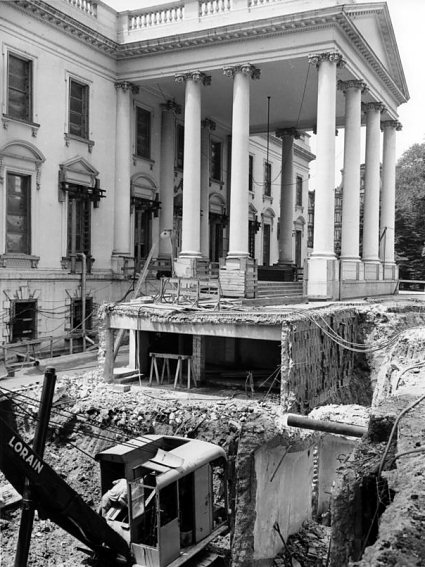
Scavi per il seminterrato sotto il Portico Nord durante i lavori del 1950

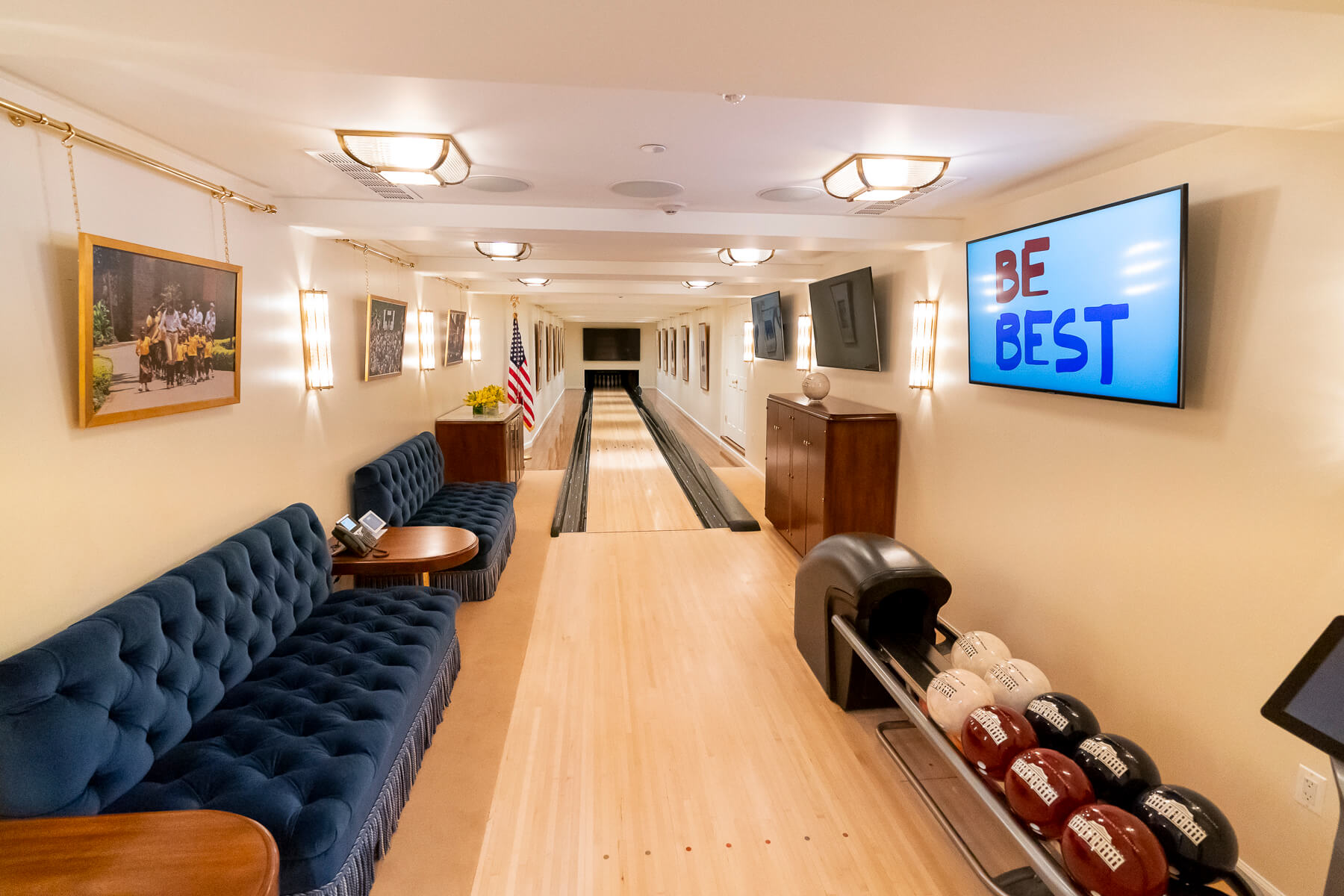
La pista da bowling della Casa Bianca nel 2019, con il logo della campagna Be Best di Melania Trump

Il seminterrato della Casa Bianca è localizzato sotto il portico nord dell'edificio e comprende gli uffici del personale di servizio e i locali dedicati per la manutenzione (carpenteria, ingegneria, tinteggiatura), per i fiorai, pasticceri, una cella frigorifera, una lavanderia, uno studio dentistico e una pista da bowling.
La Situation Room si trova allo stesso livello del seminterrato ma sotto l'ala ovest.

## Storia
Durante la seconda guerra mondiale, fu costruito un rifugio antiaereo sotto l'ala est, successivamente convertito nell'attuale centro presidenziale per le operazioni di emergenza. 
Il seminterrato è stato costruito durante i lavori di ristrutturazione della Casa Bianca sotto la presidenza Truman e prevedeva un archivio, una lavanderia, il centro di controllo per gli ascensori, l'addolcitore dell'acqua e l'inceneritore, nonché gli spogliatoi per il personale della Casa Bianca.
Il presidente Eisenhower fece la prima trasmissione televisiva della Casa Bianca da una stanza speciale nel seminterrato nel 1953, sebbene tale "stanza di trasmissione" fu divisa per altri scopi. 
Una pista da bowling è stata aggiunta dal presidente Nixon nel 1969. Una pista da bowling era già presente nell'ala ovest del complesso, costruita per il presidente Truman nel 1947.
In seguito al suggerimento da parte della Recording Industry Association of America di un ampliamento della Biblioteca della Casa Bianca, per includere registrazioni sonore, il gruppo commerciale ha donato oltre 2200 LP durante le amministrazioni Nixon e Carter; durante la presidenza Reagan, la collezione è stata spostata nel seminterrato della Casa Bianca, dove si trova attualmente.